# Dominique Mbonyumutwa
Dominique Mbonyumutwa (1921 – Bruxelles, 26 luglio 1986) è stato un politico ruandese.
È stato Presidente ad interim del Ruanda dal gennaio all'ottobre 1961.
Ha ricoperto la carica, quindi, dalla deposizione di Kigeli V, quindi dalla fine del Regno del Ruanda, fino al referendum che ha decretato l'abolizione della monarchia.